# Апая
Апая Магар Раза, Апаямагараза (*бірм. အဘယမဟာရာဇာ, 1710 — 17 січня 1774) — 43-й володар М'яу-У в 1764—1774 роках.

## Життєпис
Належав до династії Нарапавара, оскільки одружився з донькою володаря Нара Апаї. Був головнокомандувачем війська. 1764 року повалив свого швагра — правителя Сандапараму, захопивши троон. Прийняв тронне ім'я Магараза, часто також відомий як Апаямагараза. Оголосив свого сина Є Бо спадкоємцем трону.
Замирився з бенгальським навабом Наджмуддіном Алі-ханом. Також підтримував дружні відносини з Британською Ост-Індською компанією. Зосередився на внутрішніх справах, розпочавши відновлення, переобладнання та зміцнення нових укріплень та розширення портів. Спряив розвитку торгівлі з Малаккою, князівствами Маніпур та Кучі-Біхар, а також Бенгалією.
Його політика сприяла розвитку економіки та миру з усіма сусідами. Втім з 1772 року відносини з Ахомом погіршувалися. 1774 року його син Є Бо убив брата командувача Нгатхаукк'ї. У відповідь останній втік на острів Сітуе, звідки почав повстання. Після невдалих спроб здолати того, Апая спробував домовитися з Нгатхаукк'єю. Проте останній проігнорував перемовини і напав на столицю. 17 січня 1774 року під час битви за столицю Апая, а його супротивник посів трон під ім'ям Сандатхумана.